# Дилейни, Хэдли
Хэ́дли Диле́йни (англ. Hadley Delany) — американская юная актриса из Нью-Йорка, наиболее известная по роли Лилли в телесериале «Луи», в котором снимается с 2010 года.
В 2013 году Дилейни была выбрана журналом New York Magazine в качестве одной из шести детей года за вклад в киноиндустрию в качестве ребёнка-актёра.

## Телевидение
| Год            | Название                            | Роль        | Эпизод    | Источник(и) |
| -------------- | ----------------------------------- | ----------- | --------- | ----------- |
| 2010           | Закон и порядок: Специальный корпус | Обри Элдинг | «Сырость» | [ 1 ] [ 7 ] |
| 2010-настоящее | Луи                                 | Лилли       | 31 эпизод | [ 3 ] [ 7 ] |